# Diamant (prémétro de Bruxelles)
Pour les articles homonymes, voir Diamant.
Diamant est une station du prémétro de Bruxelles desservie par les lignes 7 et 25 du tramway de Bruxelles située à Bruxelles, sur la commune de Schaerbeek.

## Situation
La station est située sous l'avenue Auguste Reyers et est nommée d'après l'avenue du Diamant de Schaerbeek, les rues de ce quartier portant des noms de pierres précieuses.
Extrémité nord de l'axe Grande ceinture du prémétro de Bruxelles, elle est située entre les stations Meiser et Georges Henri des lignes 7 et 25 du tramway de Bruxelles.

## Histoire
La station est mise en service le 2 mai 1972.

## Service aux voyageurs

### Accès
La station compte deux accès :
- Accès no 1 : situé à l'est de l'avenue Auguste Reyers (accompagné d'un escalator) ;
- Accès no 2 : situé à l'ouest de l'avenue Auguste Reyers (accompagné d'un escalator).

### Quais
La station est de conception classique, avec deux voies encadrées par deux quais latéraux.

### Intermodalité
La station est desservie par les lignes 21, 28, 29 et 79 des autobus de Bruxelles et, la nuit, par la ligne N05 du réseau Noctis.

### Projet
Dès l'automne 2024, la ligne 11 sera mise en service et circulera entre Esplanade et Boondael Gare via l'axe Grande Ceinture.

## À proximité
- Musée du Clockarium
- Café-théâtre l'Os à moelle
- Théâtre 140
- RTBF
- VRT